# Martín Fernández de Velasco y Pimentel
Martín Fernández de Velasco y Pimentel (1729-17 de marzo de 1776), XII duque de Frías, XVI conde de Haro,  V marqués del Fresno, XVI conde de Alba de Liste, IV duque de Arión, XI conde de Salazar de Velasco, V marqués de Cilleruelo, XIII conde de Castilnovo, fue un noble español del siglo XVIII. Ejerció como ministro de la Inquisición de España desde 1749 y Carlos III lo invistió Grande de España el 24 de diciembre de 1772.

## Biografía
Fue hijo de Agustín Fernández de Velasco y Bracamonte, X duque de Frías, XIV conde de Haro etc., y su esposa Manuela Pimentel y Zúñiga, hija de Francisco Antonio Casimiro Alonso-Pimentel, IX duque de Benavente, y de su segunda esposa, Manuela de Zúñiga Silva y Sotomayor, tomó posesión de su herencia el 31 de diciembre de 1771, sucediéndo a su hermano Bernardino Fernández de Velasco, XI duque de Frías.
El 2 de septiembre de 1755 contrajo matrimonio con Isabel María Spínola y de la Cueva, XVI condesa de Siruela, VI duquesa de San Pedro de Galatino, VII condesa de Valverde, VII marquesa de Santacara y princesa de Molfetta, quien era hija de Francisco María Spínola y Contreras, V duque de San Pedro Galatino, y María Ana Francisca Spínola y Silva, XV condesa de Siruela, VI marquesa de Santacara, VI condesa de Valverde. Con ella tuvo tres hijos, todos los cuales murieron antes que él:
- Bernardino I Fernández de Velasco y Spínola /n. 13 de noviembre de 1758).[2]
- Antonia Fernández de Velasco y Spínola (n. 20 de abril de 1763).[2]
- Bernardino II Fernández de Velasco y Spínola (n. 13 de agosto de 1766).[2]

Al fallar la sucesión masculina, se originó un pleito sobre la sucesión en la casa Velasco. Finalmente, en 1780 sucedió su sobrino nieto Diego Fernández de Velasco, VIII duque de Uceda.